# Mucuna lane-poolei
Mucuna lane-poolei là một loài thực vật có hoa trong họ Đậu. Loài này được Summerh. miêu tả khoa học đầu tiên.